# Ерік Едлунд
Ерік Едлунд (швед. Erik Edlund, (*14 березня 1819, Фресві, Швеція — †19 серпня 1888, Стокгольм, Швеція) — шведський фізик, член Стокгольмської академії наук.

## Біографія
Ерік Едлунд народився 14 березня 1819 року в селі Фресві (в окрузі Едсберг, ландскап Нерке); батьки його були незаможними селяни. Грамоті він навчився від амбулаторного вчителя, який «не йшов далі псалтиря: про письмо і лічбу не було й мови». На щастя в руки молодого Еріка потрапила якась «Географія» в питаннях і відповідях та «Філософія для неосвічених» Бастгольма. Читання цих книжок пробудило в ньому таке бажання вчитися, що батько, після довгих коливань, віддав його в 1831 році в так звану «апологістичну школу» в Еребру. 1832 року молодий Ерік переніс важку хворобу, наслідком якої був параліч лівого боку і викривлення хребта, що залишилося на все життя. Після смерті батька Ерік був змушений заробляти гроші переписуванням паперів у місцевого судді та навчанням дітей грамоті. Нарешті в 1834 році в 15 років, йому вдалося вступити в «трівіал-школу» в Еребру, завдяки тій обставині, що навчання в Швеції стало безкоштовним. 1837 року його перевели в гімназію, а в 1849 році він вступив вже в Упсальський університет. 1845 року він здав усі випускні іспити і в 1846 році був призначений доцентом на кафедру механіки. У наступному році він отримує стипендію для закордонної подорожі. У Берліні слухає лекції Магнуса і Дове, в Лецпцизі — Вебера, там же Едлунд почав свої дослідження над індуктивними струмами. Побувавши потім в Швейцарії, він переїхав до Брюсселя, де знову серйозно захворів, що й завадило йому відвідати Париж. Повернувшись в 1849 році на батьківщину, він в 1850 році отримав місце фізика в Королівській академії наук. Спочатку незначна платня і обов'язкові заняття не дозволяли Едлунд цілком займатися експериментальними дослідженнями, але згодом обставини покращилися і дозволили йому цілою низкою наукових робіт здобути гучну популярність. Едлунда вшановано різними відзнаками, почесними титулами, різними преміями та грошовими нагородами. Стає почесним членом різних академій наук та вчених товариств.
Помер Едлунд 19 серпня 1888 від «паралічу серця». Завдяки «скромним потребам свого діяльного життя», залишив значний статок після смерті. 

## Науковий внесок
З численних робіт Едлунда найпопулярнішим є його дослідження «Про природу електрики» (1871). В основу його теорії поставлена, так звана, унітарна гіпотеза, згідно з якою передбачається для пояснення електричних явищ, як статичних, так і динамічних, існування не двох електричних рідин, а тільки однієї, причому ця одна рідина, ймовірно, є ефіром. Приписавши ефіру властивості звичайного газу, він разом з тим припустив, що в тілах, які називаються хорошими провідниками електрики, ефір може вільно переміщатися, тоді як в непровідному тілі він пов'язаний з молекулами. Потім, беручи до уваги, що позитивно наелектризоване тіло містить в собі більше ефіру, а негативно наелектризоване тіло — менше, ніж те ж тіло в його нейтральному стані, Едлунд виводить закон Кулона, що стосується взаємодії наелектризованих тел. Електрорушійна сила, що викликає струм в замкнутому провіднику, перетворює, у теорії, що розглядається, коливальний тепловий рух в рух поступальний. Звідси з'являється пояснення ефекту Пельтьє. Запровадивши, крім того, у вчення про електрику закон Архімеда і залежність сил взаємодії від швидкості і прискорення, Едлунд в змозі був легко впоратися з усіма завданнями гальванічної індукції. Дотепно розроблена теорія Едлунд хоча й звернула на себе в той час загальну увагу вченого світу, але зараз про неї згадується в науці досить рідко, попри деякі її спільні точки стикання з новітніми теоріями.
Крім цієї головної своєї праці, у Едлунд є багато інших досліджень, як експериментальних, так і теоретичних. Предмети цих досліджень відносяться переважно до галузі електричного струму. Одна з перших його робіт (1849) стосується індукційних струмів, що виникають при замиканні і розмиканні гальванічного ланцюга. Потім слідує дослідження (1864) про нагрівання тіла при його переривчастому намагнічуванні, в якому доводиться, що це нагрівання викликається головним чином індукційними струмами. Експериментальні дослідження Едлунда були, крім того, присвячені питанням про зміну електропровідності заліза при намагнічуванні (1854), про подовження залізних та інших дротів при проходженні через них електричного струму (1866—1867), про електрозбуджувальну силу електричної іскри і вольтової дуги (1868—1885). Поза галуззю електрики дуже популярною є праця, що стосується зміни температури при розтягуванні металевих дротів (1865); на підставі результатів цих ретельно проведених дослідів можливо визначити величину механічного еквівалента теплоти; величина ця, за обчисленнями Едлунда, в середньому вийшла рівною близько 430 кілограм-метрів, що досить добре узгоджується з результатами інших експериментаторів (425—428). До останніх його робіт належить велике дослідження «Про уніполярну індукцію, атмосферну електрику і полярні сяйва» (1878—1888), а також ряд малих статей, що стосуються питання провідності порожнечі, теорії уніполярної індукції тощо Останньою роботою була стаття про атмосферну електрику (1888).